# アーヘン会議 (1818年)

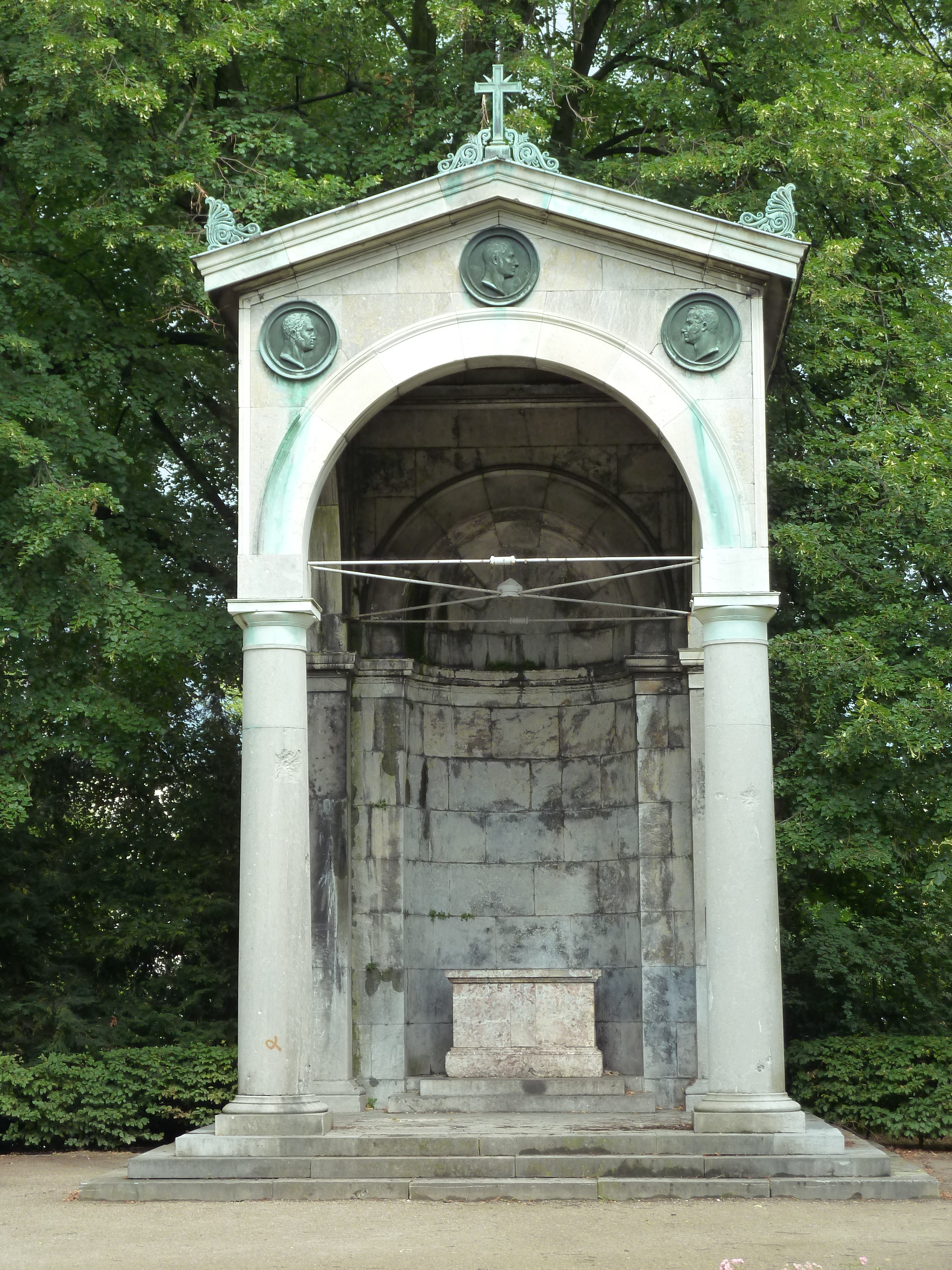
アーヘン会議記念碑

アーヘン会議（アーヘンかいぎ、英: Congress of Aix-la-Chapelle, 独: Aachener Kongress、仏: Congrès d'Aix-la-Chapelle、露: Ахенский конгресс）は、1818年の秋にドイツのアーヘンで開催された国際会議である。主にイギリス、オーストリア、プロイセンとロシアによる四国同盟のフランスからの占領軍の撤退問題と、同盟諸国の相互とフランスとの関係を導入するための変更の本質を決定する会議でもあった。すなわち、「四国同盟」にフランスを加えて「五国同盟」に変更することである。この会議は第3次アーヘン会議ともいわれる（第1次は1668年、第2次は1748年に開催）。

## 各国の代表
会議は1818年の10月1日に召集された。ロシアのアレクサンドル1世、オーストリアのフランツ1世、プロイセンのフリードリヒ・ウィルヘルム3世が出席した。英国はカースルレー子爵ロバート・ステュアート と初代ウェリントン公爵アーサー・ウェルズリーが代表を務め、オーストリアはクレメンス・フォン・メッテルニヒ外相が、ロシアはイオアニス・カポディストリアスとカール・ロベルト・ネッセルローデが、プロイセンはカール・アウグスト・フォン・ハルデンベルク侯爵とクリスティアン・ギュンター・フォン・ベルンシュトルフ伯爵が代表を務めた。フランスは同盟国の支持を受けてリシュリュー公が代表を務めた。

## 「五国同盟」―撤退のための条約
フランスの 緊急避難は会期の最初に、原理原則の則って合意され、その結果の条約が10月9日に調印された。したがって会議の近喫の対象は容易に決せられた。会議の時間は主に欧州同盟によってとられる枠組みと「軍事対策」の議論で占められた。
もしフランスの一部での新たな暴発が発生した時に対策として採用する軍事対策である。神聖同盟の広範な基礎としての「世界相互保障連合」の創設という皇帝アレクサンドル1世の提案は、議論の後、英国の非妥協的な反対の前に立ち消えになった。
そして、会議の主な成果は11月15日の二つの証文の調印である。すなわち、フランスに対するショーモンとパリの条約によって設立された四国同盟を確認、更新する「秘密条約」である。そして、公式には列強の親密な連合を維持するための「列強の意図の」宣言であり、それはキリスト教的兄弟愛の結束によって強化されたものである。宣言の対象は条約のための尊厳の基礎の上の平和の保全である。秘密条約はリシュリュー公にはっきりと伝達された。つまり宣言にフランスは公然と加わったのである（「五国同盟」の成立）。

## さまざまな結論
これら総合的な政策の問題とは別に、会議は、急いで閉幕したウィーン会議の未解決のままの放置された、あるいはそれ以来生じた膨大な問題に関与していた。これらのもっとも重要なものは、奴隷貿易とバルバリア海賊の鎮圧を採られるための方法の問題であった。
決定に至らなかったいずれのケースにおいても、その原因は外洋の調査の互恵主義権に対する英国の申し出に対する他国の拒否と、地中海にロシアの小艦隊 を配置すること巻き込もうとする国際的な行動に対する英国の反対に、といったことが主な理由であった。
重要性の高くない問題ほど、満場一致で合意された。デンマーク国王の緊急のアピールは満場一致で合意された。スウェーデン国王のカール14世は、キール条約の条項を実行するように断固たる召喚状を受け取っていた。ヘッセン選帝侯を王として承認する請願は満場一致で拒否された。そして。ドイツの帝国代表者会議主要決議の統治の救済は政策に採用された。ドイツにおける重要な問題、例えばバーデン大公国の大公位継承などは検討の後、その後にフランクフルト・アム・マインで招集されるその後の会議に先送りされた。

## 欧州の統治
諸問題の諸々が検討された。セント・ヘレナ島のナポレオン・ボナパルトの処遇から、モナコの人々のモナコ公に対する不満やオーストリアとプロイセンのユダヤ人の地位に至るまでである。スペインの植民地を対象に導入されようとした試みは英国の反対で否決された。最後に外交上のエチケットの明らかに煩雑な問題は一挙に解決された。
11月末に閉幕したこの会議は、列強の国際的な集まりによってヨーロッパの統治を試みるところまで到達した高度な点に足跡を残したとして歴史的に重要である。その議事録の詳細な研究は、いかなる効果的な国際システムにとっても、まったく乗り越えられない障害を明らかにするという点では、実に有益である。

## 各国代表の肖像

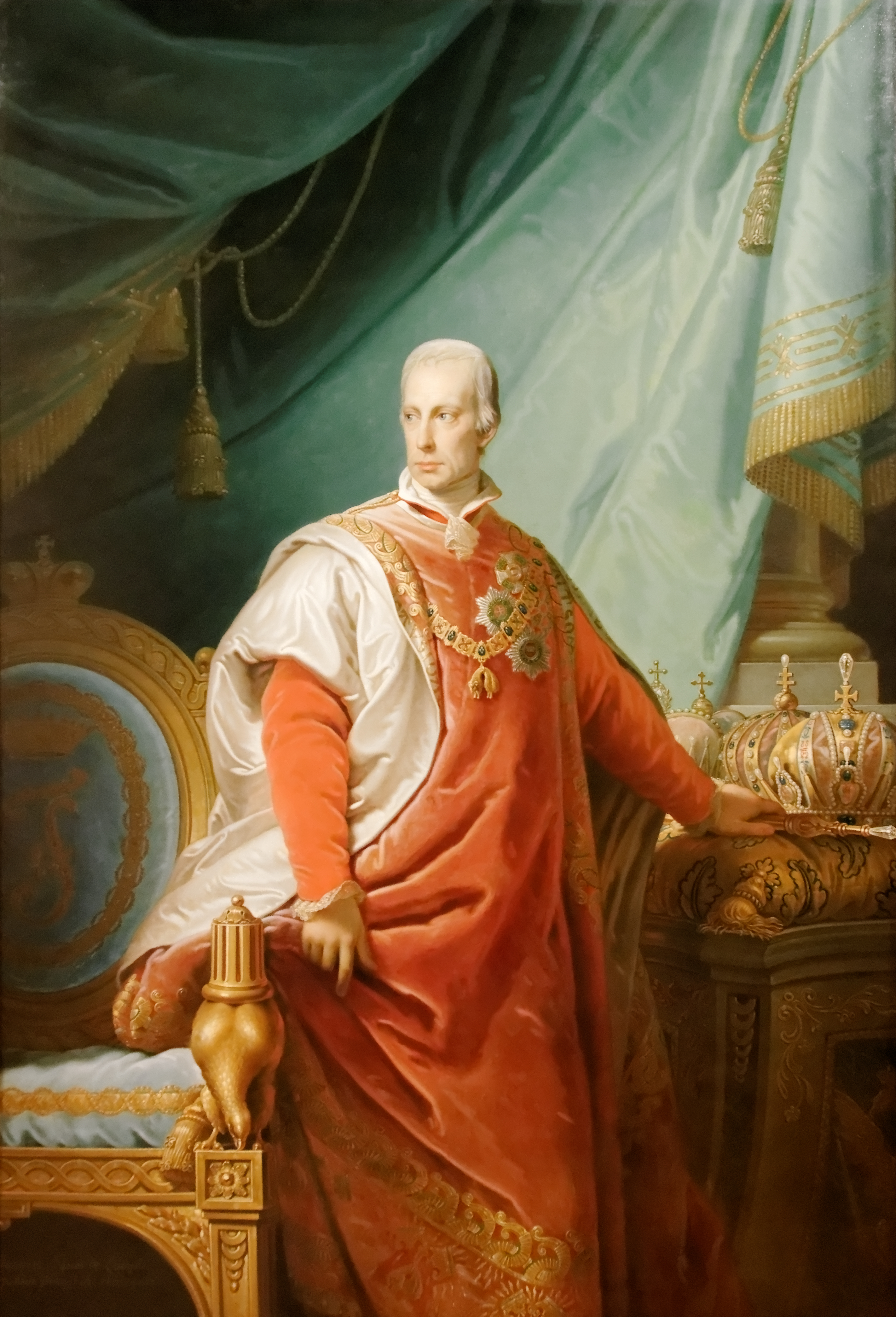
フランツ1世
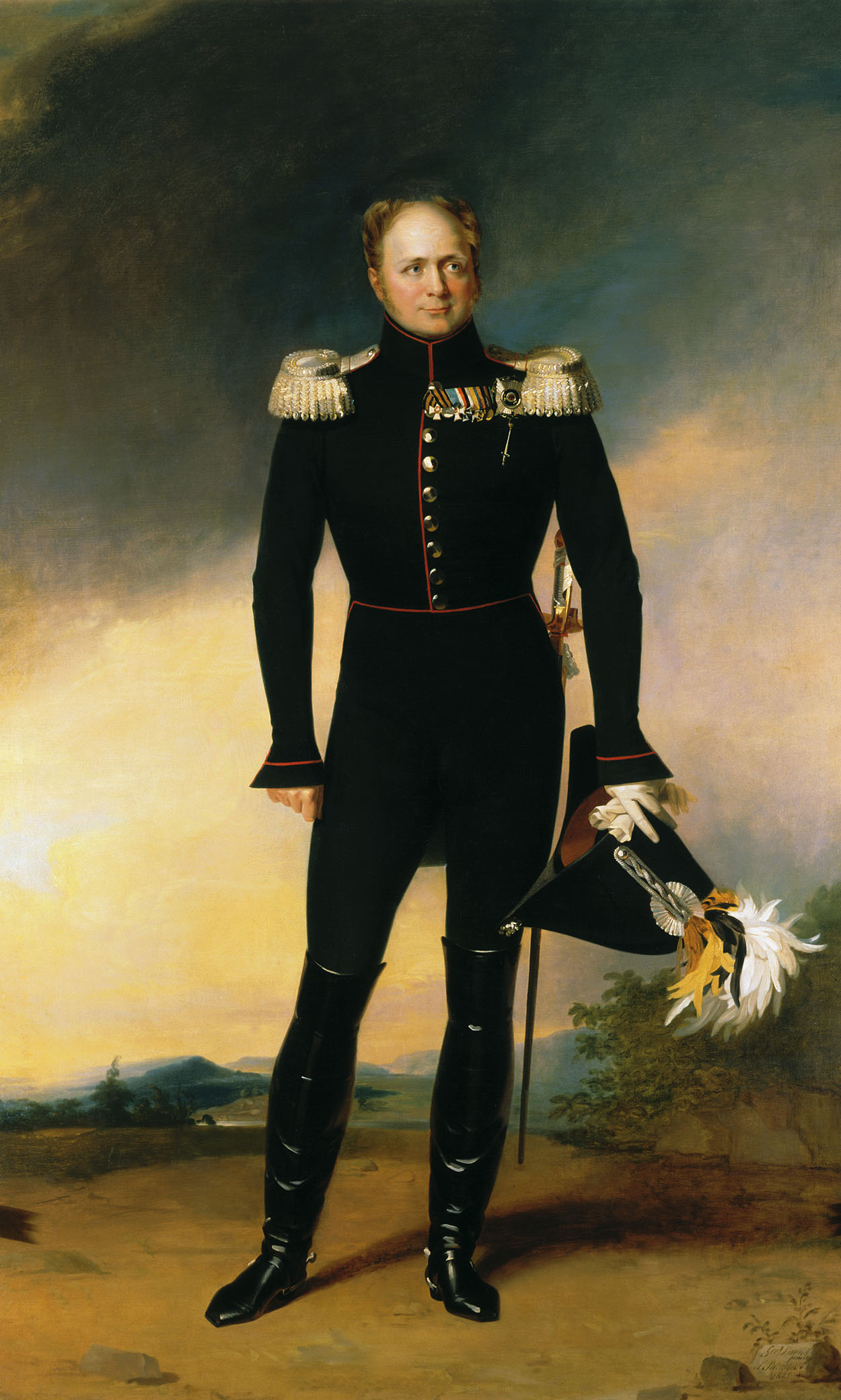
アレクサンドル1世
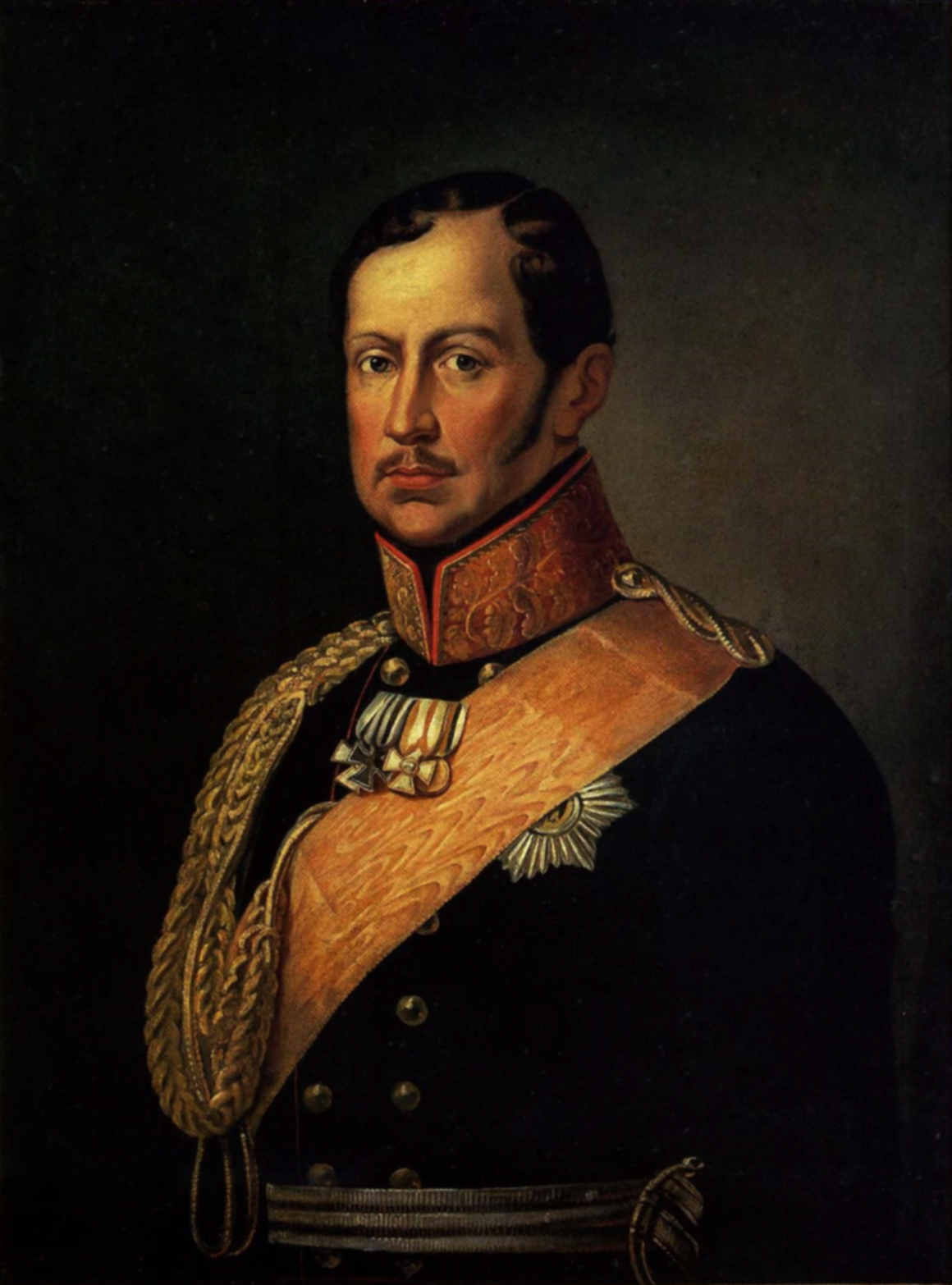
フリードリヒ・ヴィルヘルム3世
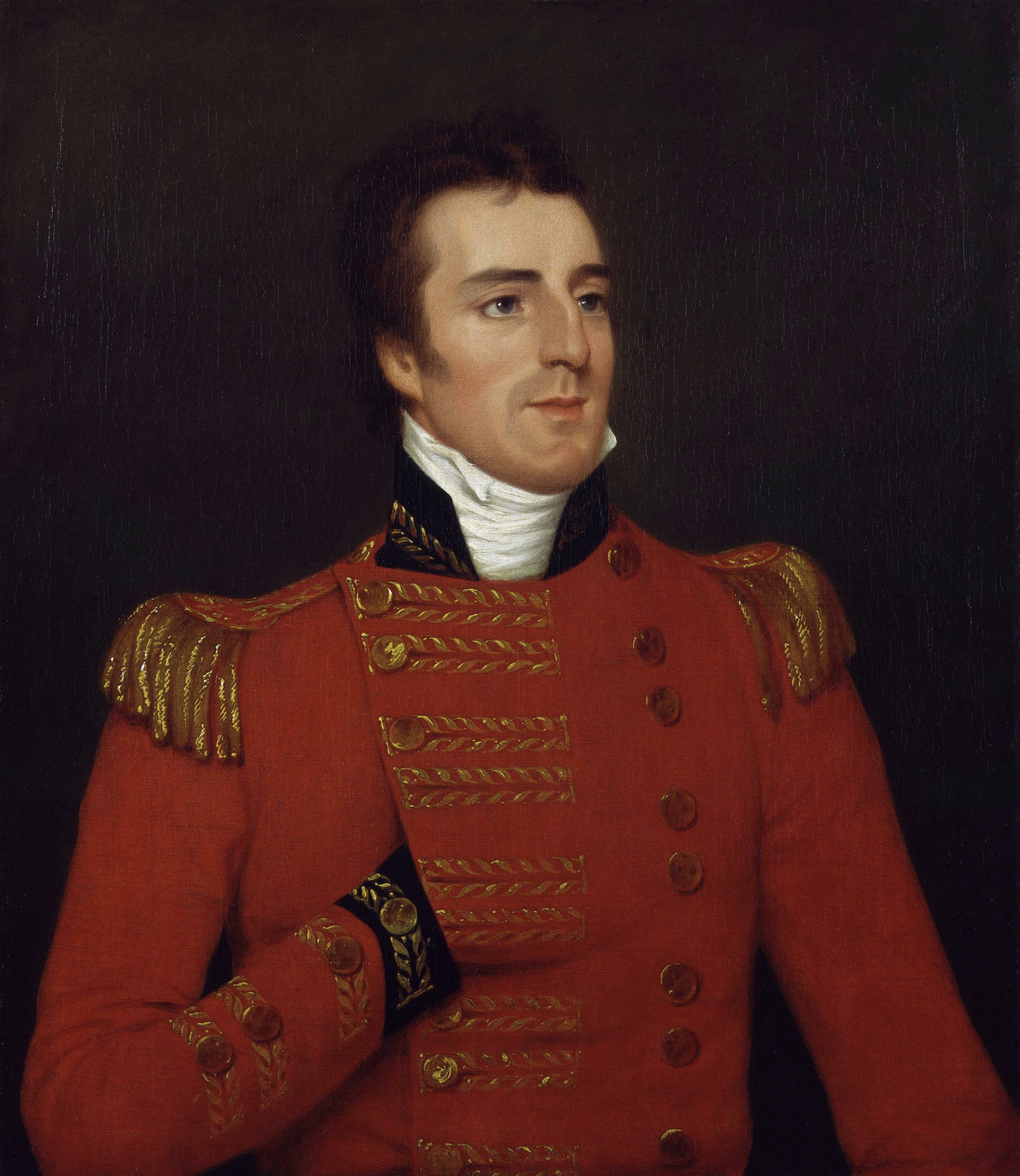
ウェリントン公
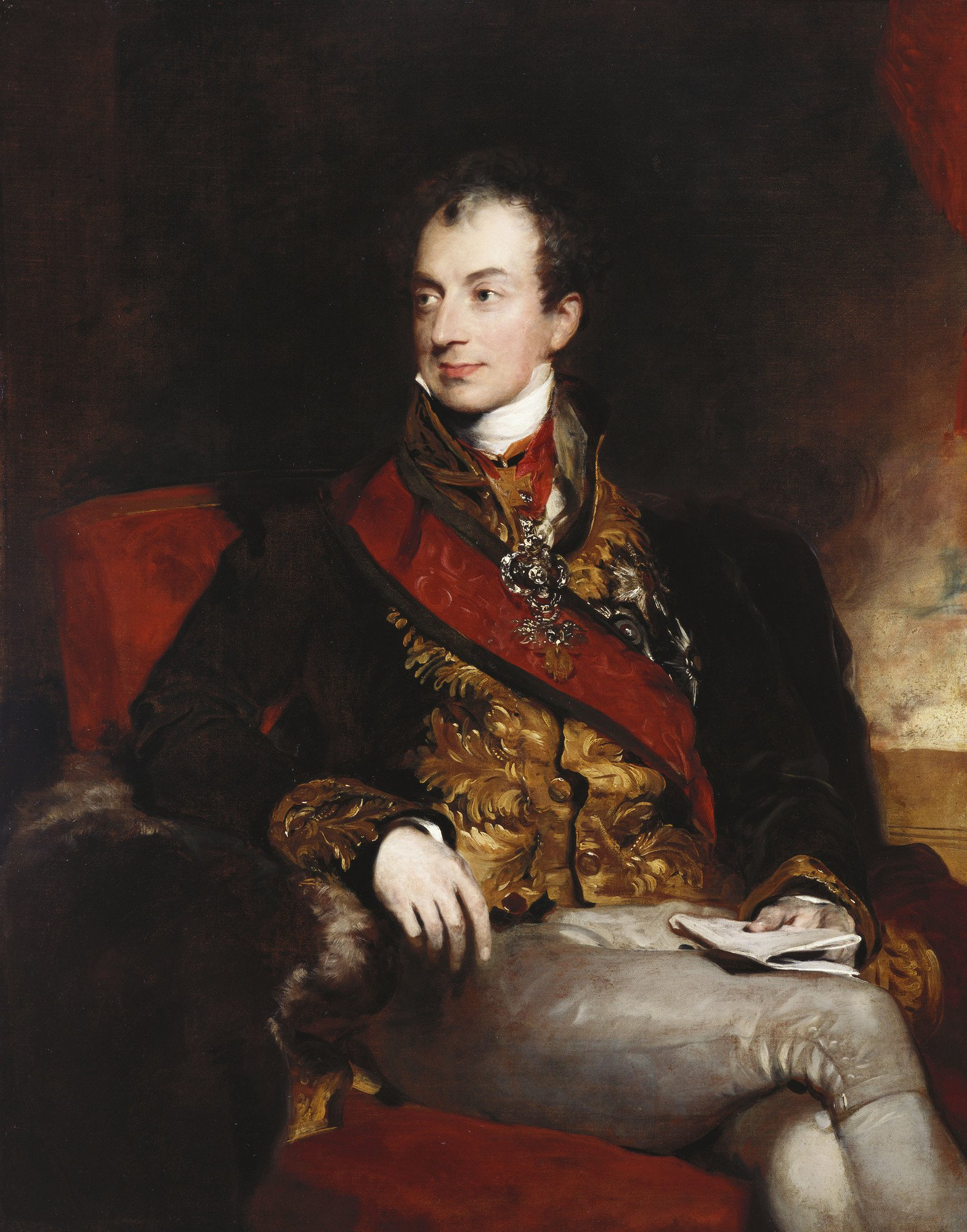
クレメンス・フォン・メッテルニヒ侯爵
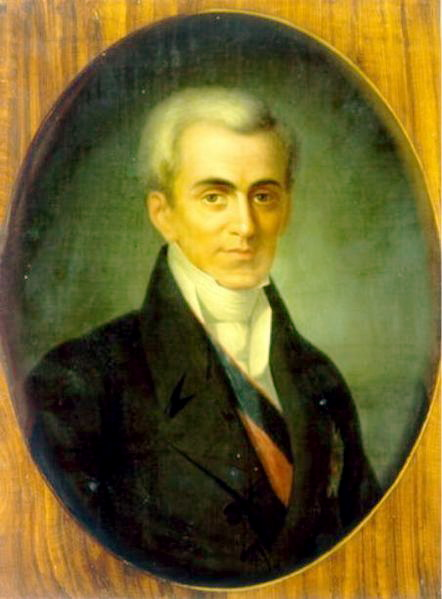
イオアニス・カポディストリアス伯爵
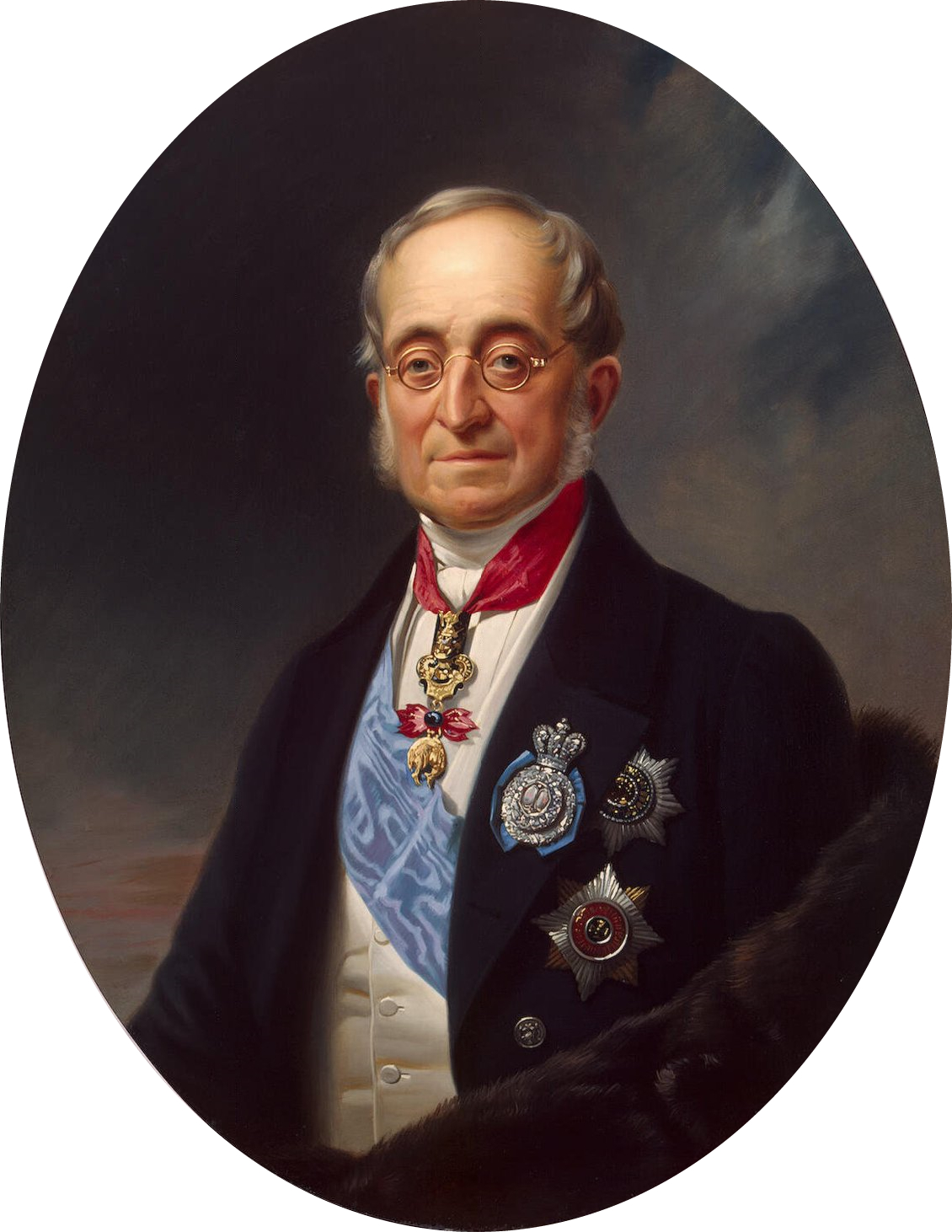
カール・ロベルト・ネッセルローデ伯爵
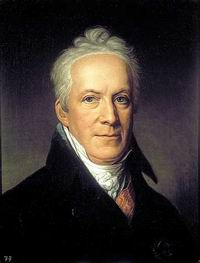
ハルデンベルク侯爵
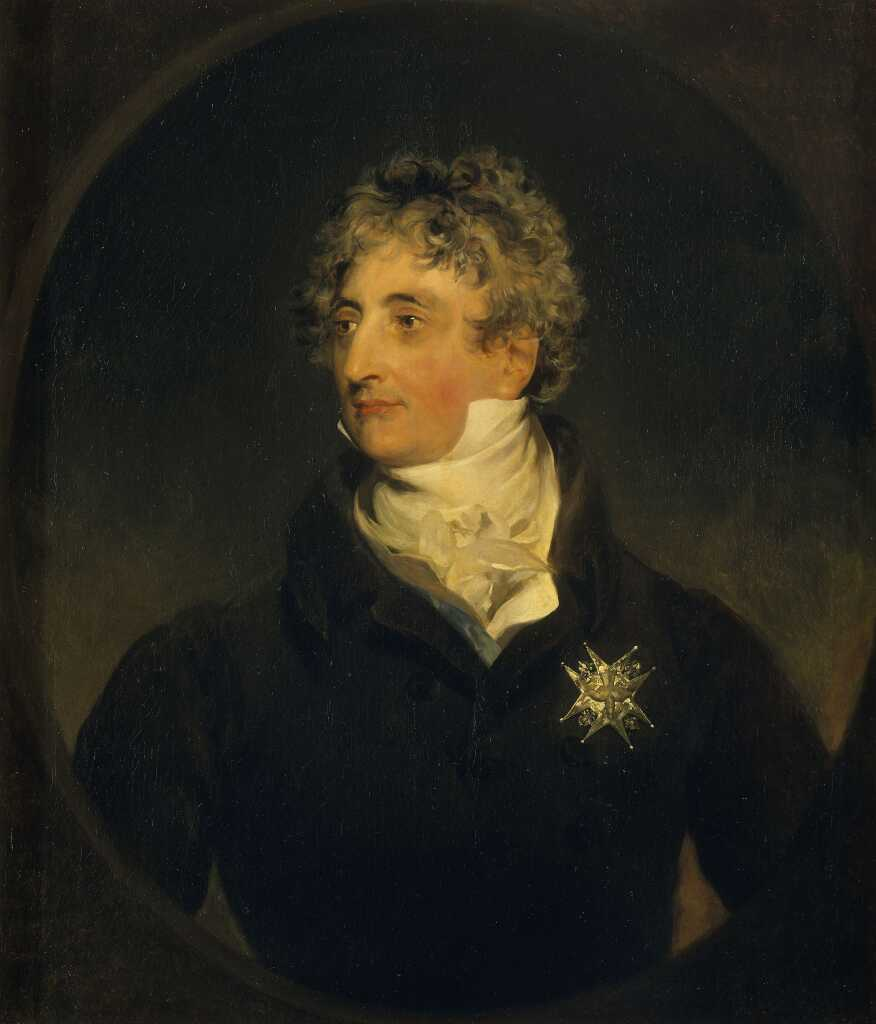
リシュリュー公

## 参照
Phillips, Walter Alison (1911). "Aix-la-Chapelle, Congresses of" . In Chisholm, Hugh (ed.). Encyclopædia Britannica (英語). Vol. 1 (11th ed.). Cambridge University Press. pp. 449–450. The Britannica, in turn, cites the following sources:
- Stella Ghervas, Réinventer la tradition. Alexandre Stourdza et l'Europe de la Sainte-Alliance, Paris, Honoré Champion, 2008. (ISBN 978-2-74531-669-1)
- F.O. Records (the volumes marked Continent, Aix-la-Chapelle, To and from Viscount Castlereagh)
- British State Papers Volumes V & VI.
- G. F. de Martens, Nouveau recueil de traites, &c. (Göttingen, 1817–1842); F. de Martens, Recueil des traites conclus par la Russie, &c. (1874 in progr.)
- F. von Gentz, Depeches inedites, &c., ed. Baron Prokesch-Osten, 3 vols. (1876–1877)
- Metternich, Memoirs
- Wellington, Suppl. Despatches